# 666 (groupe)
Pour les articles homonymes, voir 666 (homonymie).
666 est un groupe mêlant trance et eurodance allemand formé de Thomas Detert et Mike Griesheimer. Ils ont connu un fort succès dans les années 2000 grâce à leur dance qui joue sur une imagerie diabolique.

## Histoire
En 1997, le groupe sort son premier single Alarma! qui devient un tube dans toute l'Europe. L'année suivante, 666 remporte également un gros succès avec Amokk, Diablo et Paradoxx. L'accent est mis alors sur des paroles en espagnol et une musique dance assez dure lorgnant sur la makina. La même année sort leur premier album Paradoxx contenant quinze chansons. En 1999 sort le single Bomba! suivi de I'm your Nitemare et D.E.V.I.L. ainsi qu'un album de remixes Nitemare contenant les chansons de Paradoxx dans des versions inédites.
En 2000, le groupe sort deux singles : Dance 2 Disco et The Demon, et en fin d'année un nouvel album : Who is afraid of … ? contenant 14 nouvelles chansons dont D.E.V.I.L., Bomba! et les 2 singles de la même année.
Très populaire en club et à la radio, 666 commence alors son déclin en 2001 où le groupe ne sort qu'un unique single, Supa Dupa Fly malgré tout apprécié. Hellraiser, une compilation CD et DVD, sort la même année mais sa diffusion reste assez confidentielle. De 2002 à 2005, 666 ne sort qu'un single par an, Rythms takes control et Insanity sortent respectivement en 2002 et 2003 mais ne remportent pas un grand succès. Ils sont ensuite suivis de Dance Now! (kick it) et Policia en 2004 et 2005 qui sont un retour aux sources du 666 originel mais le succès est peu convaincant.
Par la suite des remixes de leurs tubes sont réalisés avec d'autres DJs : Supa Dupa Fly 2005 avec Jens O., Atencion en 2006 avec DJ Bonito
Une compilation est publiée en 2007 (the ways are mystic) qui regroupe leurs plus grands hits dans des versions remixées avec en bonus quelques inédits.
En 2008, le groupe rachète du matériel électronique pour leur retour pour 2010.
En mars 2010, des rééditions des premiers titres du groupe sortent avec en bonus les derniers remix. Le remix du groupe Tag Team est un versus de Supa Dupa Fly. Le 22 mars 2010, il arrive 2e des charts dance. Le remix de Alarma sort en mai 2010 version electro.
En 2011 et 2012, d'autres singles et remix et leurs deux premiers albums sont réédités en version platinium avec de nombreux titres inédits.
En 2013 leur album Immortal ne marche pas et il en a eu d'autres avant comme More Darkness en 2013 aussi Darkness en 2012 et le single World of tunnig en 2015 .
Avec beaucoup de réédition d'albums et de singles .

## Discographie

### Singles
- 1997 : Alarma!
- 1998 : Amokk
- 1998 : Diablo
- 1998 :  Los niños del demonio
- 1998 : Free avec Layella
- 1998 : Paradoxx
- 1999 : Bomba!
- 1999 : I'm your Nightmare
- 1999 : D.E.V.I.L.
- 2000 : Dance 2 Disco
- 2000 : The Demon
- 2001 : Salute
- 2001 : Prince of darkness
- 2001 : Supa Dupa Fly
- 2002 : Rhythm takes control
- 2003 : Insanity
- 2004 : Dance Now! (kick it)
- 2005 : Policia
- 2005 : Supa Dupa Fly 2005 avec Jens O.
- 2006 : Atencion avec DJ Bonito
- 2007 : Abracadabra
- 2007 : D.E.V.I.L [remix] avec Brooklyn Bounce[3]
- 2008 : Hardcore (drop the bomb)
- 2010 : Whoomp ! (Supa Dupa Fly) vs Tag Team
- 2011 : Sexy Loca
- 2012 : Amokk 2k12 vs Nuff!
- 2012 : Rubia !
- 2013 : Super Fly Chicks (Rock Da Place)
- 2015 : World of Tuning vs Damon Paul
- 2017 : Exit The Arena

## Classement
| Année | Single                  | Meilleurs positions | Meilleurs positions | Meilleurs positions | Meilleurs positions | Meilleurs positions | Meilleurs positions | Meilleurs positions | Meilleurs positions | Meilleurs positions | Certifications | Album                    |
| Année | Single                  | ALL                 | AUT                 | BEL (Vl)            | BEL (Wa)            | FRA                 | PB                  | NOR                 | SUE                 | RU                  | Certifications | Album                    |
| ----- | ----------------------- | ------------------- | ------------------- | ------------------- | ------------------- | ------------------- | ------------------- | ------------------- | ------------------- | ------------------- | -------------- | ------------------------ |
| 1997  | "Alarma!"               | 56                  | 24                  | —                   | —                   | 6                   | 45                  | 5                   | 31                  | 58                  |                | Paradoxx                 |
| 1998  | "Diablo"                | 94                  | 24                  | —                   | —                   | 6                   | —                   | 10                  | 38                  | —                   |                | Paradoxx                 |
| 1998  | "Amokk"                 | 46                  | 20                  | 29                  | 25                  | 8                   | —                   | 4                   | 16                  | —                   |                | Paradoxx                 |
| 1998  | "Paradoxx"              | 94                  | 32                  | 29                  | 22                  | 29                  | —                   | —                   | 26                  | —                   | - SUE: Or      | Paradoxx                 |
| 1999  | "I'm Your Nitemare"     | —                   | —                   | —                   | —                   | —                   | —                   | —                   | 36                  | —                   |                | Paradoxx                 |
| 1999  | "Get Up 2 Da Track"     | —                   | —                   | 58                  | —                   | —                   | —                   | —                   | —                   | —                   |                | Paradoxx                 |
| 1999  | "Bomba!"                | —                   | —                   | —                   | —                   | 19                  | —                   | —                   | 30                  | —                   |                | Nitemare                 |
| 1999  | "The Demon"             | —                   | —                   | —                   | —                   | —                   | —                   | —                   | —                   | —                   |                | Nitemare                 |
| 2000  | "D.E.V.I.L."            | —                   | —                   | —                   | —                   | 35                  | —                   | —                   | 19                  | 18                  |                | Who's Afraid Of...?      |
| 2000  | "Dance 2 Disco"         | —                   | —                   | —                   | —                   | 58                  | —                   | —                   | —                   | —                   |                | Who's Afraid Of...?      |
| 2000  | "The Millenium Megamix" | —                   | —                   | —                   | —                   | —                   | —                   | —                   | —                   | —                   |                | Who's Afraid Of...?      |
| 2001  | "Supa-Dupa-Fly"         | 76                  | 51                  | —                   | —                   | 36                  | —                   | —                   | 48                  | —                   |                | Hellraiser (The Best of) |
| 2002  | "Rhythm Takes Control"  | —                   | —                   | —                   | —                   | 65                  | —                   | —                   | 48                  | —                   |                | Insanity                 |
| 2003  | "Insanity"              | —                   | —                   | —                   | —                   | —                   | —                   | —                   | —                   | —                   |                | Insanity                 |
| 2004  | "Dance Now!"            | —                   | —                   | —                   | —                   | —                   | —                   | —                   | —                   | —                   |                | Insanity                 |
| 2005  | "Policia"               | —                   | —                   | —                   | —                   | —                   | —                   | —                   | —                   | —                   |                | Single only              |
| 2017  | "Exit The Arena"        | —                   | —                   | —                   | —                   | —                   | —                   | —                   | —                   | —                   |                | Single only              |

"—" signifie que le single n'est pas rentré dans les charts